# Herman Celjski (drama)
Herman Celjski avtorja Antona Novačana je drama v petih dejanjih in prvi del trilogije Celjska kronika. Drama je bila  objavljena v Ljubljanskem zvonu in sicer po dejanjih leta 1925 (1. in 2. dejanje), leta 1927 (3. dejanje) in leta 1928 (4. in 5. dejanje), krstno uprizoritev pa je leta 1928 doživela v  ljubljanski Drami.

## Vsebina
Piše se leto 1426. Pod gradom trije Židje, med njimi tudi Aron Salobir, obnovijo prisego maščevanja Celjskim grofom zaradi preganjanja in zatiranja njihovega naroda. Kralj Žigmund v Celje pošlje vklenjenega Friderika, da bi mu oče sodil zaradi umora žene Elizabete Frankopanske. Veronika Deseniška, Friderikova ljubezen, se kot služkinja skriva na gradu, dokler je grofu Hermanu ne izda Žid Aron. Ko jo Herman pokliče k sebi, po Aronovem nasvetu zastrupi vino in grofu, ki si jo poželi, zapleše mrtvaški ples. Friderik sprevidi očetovo namero in očeta pozove na dvoboj, saj se ni pripravljen odreči Veroniki. Herman ju skuša ločiti z zlatom oin denarjem, ker pa vidi, da mu ne bo uspelo, da oba zapreti in Veroniko obtoži čarovništva, a je ta kasneje oproščena. Ker vseeno prizna, da je nameravala grofa ubiti, jo odpeljejo v ječo na Ostrovcu. Po naročilu Friderikove sestre Barbare in Hermana Veroniko utopijo, njen morilec Jošt, Henrikova desna roka, se pa obesi.